# Черкьо
Черкьо (итал. Cerchio) — коммуна в Италии, расположена в регионе Абруццо, подчиняется административному центру Л’Акуила.
Население составляет 1708 человек (на 2005 г.), плотность населения составляет 84,89 чел./км². Занимает площадь 20,12 км². Почтовый индекс — 67044. Телефонный код — 0863.
Покровителями коммуны почитаются святые Иоанн и Павел, празднование 29 июня, по другим сведениям — в последнее воскресение июня.